# シオカワヨコエビ
シオカワヨコエビ（学名：Paracalliope dichotomus）は、節足動物門甲殻亜門軟甲綱端脚目ヨコエビ科に属するヨコエビの一種。

## 分布
沖縄本島、伊平屋島、伊是名島、久米島に分布する。

## 保全状況評価
準絶滅危惧（NT）（環境省レッドリスト）
2006年では絶滅危惧I類に指定されていたが、2012年の環境省レッドリストでは準絶滅危惧と評価された。